# Улбеч
Улбеч (Ујпеч, рум. Peciu Nou) је насеље и седиште истоимене општине, која припада округу Тимиш у Румунији. Насеље је значајно по присутној српској националној мањини у Румунији.

## Положај насеља
Село Улбеч (или по српском - Ујпеч) се налази у источном, румунском Банату, на 20 км удаљености од Србије. Од Темишвара село је удаљено око 25 км. Сеоски атар је у равничарском делу Баната. Поред села протиче Тамиш.

## Историја
Улбеч се помиње у средњем веку у папским документима 1332—1337. године. Била је то варош у власништву угарских краљева. 
Године 1524. Турци су заузели Ујпеч. Током 17. века место је запустело. Током 1721—1722. долази до колонизације Шваба у место Ujpecs. По завршетку аустријско-турског рата у месту је 94 домова. Године 1743. то је немачко насеље са именом "Uypez". Много пута је током постојања мењало назив. Царски ревизор Ерлер је 1774. године констатовао да место "Ујпеч" или "Нови печ", припада Барачком округу, у њему живе претежно Швабе, а постоји "подуправни уред" и римокатоличка црква. Крајем 18. века ту је живело 142 породице.
Из војног шематизма проистиче да је 1829. године у Ујпечу имао свој штаб један Чешки пук. Српски календар "Сербска пчела" у Будиму, купио је 1832. године пренумерацијом, Немац Барон од Вајхселбург Катанске регименте Цесар Фердинанд први у банатском Ујпечу. У месту је 1847. године била касарна коњичког пука, а помиње се ритмајстор или коњички капетан Јован Деметић. Исте године у Ујпечу службују и лајтант Бергандо Милиновић, затим др Рихтер пуковски лекар. Августа 1849. године у Ујпечу је војску скупио хрватски бан Јелачић. У месту је 1850. године била ратна болница. 
У Ујпечу је 1866. године одржан три пута годишњи вашар: 4. април, 10. август, 28. октобар. Поплава јуна 1887. године није мимоишла Ујпеч и околна места.
Почетком 20. века село је имало 369 кућа, 2.432 становника углавном Немаца римокатолика. Ту постоје: жељезничка станица (после 1891. године), поштански уред (од 1851. године), телеграф (од 1891. године), штедионицу (1889. године) и кредитно друштво, читаоница, удружење млекара (основано 1898. године), два млина и две циглане, ваљаоница платна, фарму свиња. У 20. веку Немци су као учесници лоше прошли, било је много страдања, присилног исељавања, депортације, миграције. Насељавају се уместо њих други народи, пре свега Румуни, али и Срби.
Било је по неколико породица Срба у месту током 18. и 19. века. Православни мештани чине 1797. године парохијску филијалу Дињаша. У оквиру те филијале записано је 7 домова са 32 православца. Новосадски лист "Глас народа" је априла 1872. године објавио да су се многе општине јавиле писмом и пружале подршку Новом Саду, који се дигао у одбрану народног сабора и његових права. Ту се помиње и Ујпеч (тамошњи Срби). По српском православном црквеном шематизму из 1905. године, место "Ујпеч" је тада без статуса парохијске филијале. Та општина у Пардањском срезу, има записана 33 Србина - православна парохијана.
Постоји попис Срба у Улбечу састављен 1984. године од стране мештанина Слободана Жаркова. У документу под називом "Српска матица" забележени су поименично сви становници са основним генералијама. Било је тада у месту 203 душе у 67 домова. У селу је 1989. године формирана прва српска православна црквена општина, а њен председник Слободан Жарков жељезничар, родом из Дињаша. Од 1992. године добијена је од државе кућа која је прилагођена за богослужења. "Црква" је узела за своју славу празник "Духове". Свечано освећење капеле је било 1993. године. За опремање капеле пренети су остаци инвентара непостојећих цркава из Овсенице и Малог Гаја. Од нових наивних икона монтиран је иконостас. Од 1997. године рађено је припреми парохијског дома за свештеника. Дина Чоков је први улбечки парох, доселио се 1998. године. Нови прави православни храм започет 2012. године, освећен је 31. маја 2015. године.
Српска школа је основана у Улбечу 1947. године. Прва учитељица била је Зорка Петровић, а за њом Љубомир Петров, Александар Савић, Јелена Поповић до 1951. године. Затим није школа радила до 1974. године, када се покушало поново, са учитељем Живом Грубачким.

## Становништво
По последњем попису из 2002. године село Улбеч имало је 2.988 становника. Последњих деценија број становника опада.
Село је некада било претежно насељено Немцима, али су после њиховог исељавања у матицу и више колонизација румунског становништва они данас постали мањина. Срби се у насељу јављају протеклих деценија као последица досељавања у општинско средиште из припадајућих српских села општине. Национални састав на појединим пописима био је следећи:
| Година пописа | 1910. год.    | 1992. год.    | 2002. год.    |
| Укупно ст.    | 2.442         | 2.944         | 2.988         |
| Срби          | 60 (2,5%)     | 196 (6,7%)    | 172 (5,8%)    |
| Румуни        | 60 (2,5%)     | 2.502 (85,0%) | 2.618 (87,6%) |
| Немци         | 2.220 (90,9%) | 118 (4,0%)    | 50 (1,7%)     |
| остали        | 102 (4,2%)    | 72 (2,4%)     | 36 (1,2%)     |